# Lycaena altuiana
Lycaena altuiana är en fjärilsart som beskrevs av Tutt. Lycaena altuiana ingår i släktet Lycaena och familjen juvelvingar. Inga underarter finns listade i Catalogue of Life.